# Васенины (Юрьянский район)
Васенины — деревня в Юрьянском районе Кировской области в составе Медянского сельского поселения.

## География
Находится на правобережье Вятки на расстоянии примерно 16 километров на северо-запад по прямой от поселка Мурыгино.

## История
Известна с 1891 года как «2-я Воробьевская». В 1905 в ней учтено было дворов 9 и жителей 66, в 1926 12 и 69, в 1950 8 и 28. В 1989 году учтено 3 жителя . 

## Население
Постоянное население  составляло 0 человек в 2002 году, 5 в 2010.